# Nicole Gerdon
Nicole Gerdon (* 1986) ist eine deutsche Schauspielerin.

## Leben
Nicole Gerdon studierte von 2009 bis 2013 an der Filmuniversität Babelsberg Konrad Wolf. Zu dieser Zeit war sie als Theater-Schauspielerin tätig. Seit 2012 spielt sie in Film und Fernsehen. 2015 spielte sie als „Sarah“ in Peter Kerns Drama Der letzte Sommer der Reichen. Ab 2019 spielte sie als „Rita Leitner“ in der ZDF-Heimatfilm-Reihe Marie fängt Feuer.

## Filmografie (Auswahl)
- 2013: Totale Stille
- 2015: Der letzte Sommer der Reichen
- 2018: Der Lissabon-Krimi: Der Tote in der Brandung
- 2019: Und tot bist Du! – Ein Schwarzwaldkrimi
- 2019: How to Sell Drugs Online (Fast) (Fernsehserie, eine Folge)
- 2019–2024: Marie fängt Feuer (Fernsehreihe, 13 Folgen)
- 2020: Der Bergdoktor (Fernsehserie, eine Folge)
- 2023: Parlament (Parlement, Fernsehserie, 1 Folge)